# Marilyn Brain
Marilyn Brain, kanadska veslačica, * 14. april 1959, Halifax, Nova Škotska.
Brainova je Kanado zastopala šest let. Med tem časom je nastopila na petih svetovnih prvenstvih, petih mednarodnih regatah v Lucernu in na Olimpijskih igrah. Na Poletnih olimpijskih igrah 1984 v Los Angelesu je v četvercu s krmarjem osvojila srebrno medaljo. Pred tem je bila članica ženskega osmerca Univerze v Victoriji, s katerim je bila leta 1981 nominirana za športno ekipo leta mesta Victoria v Britanski Kolumbiji. Leta 1984 je dobila nagrado športnice leta Victorije. Times Colonist Newspaper jo je uvrstil na 47. mesto najboljših 100 športnikov otoka Vancouver v 20. stoletju. Kasneje se je poročila z veslačem Howardom Campbellom.